# Anoba carcassoni
Anoba carcassoni là một loài bướm đêm trong họ Erebidae.